# Louis Luguet
Louìs Luguet (Ambarès-et-Lagrave, 17 settembre 1892 – Tolosa, 22 luglio 1976) è stato un ciclista su strada francese, professionista dal 1912 al 1921.
Ottenne molti piazzamenti nelle più importanti corse della sua epoca, fra cui i secondi posti alla Parigi-Bruxelles 1912 e Parigi-Roubaix 1914, e il terzo alla Parigi-Tours 1913. La Prima guerra mondiale limitò notevolmente lo sviluppo della sua carriera.
Anche i suoi fratelli, Edmond e Fernand, furono ciclisti.

## Palmarès
- 1920

Classifica generale Circuit du Midi

## Piazzamenti

### Grandi Giri
- Tour de France

1914: ritirato (9ª tappa)
- Giro d'Italia

1921: 19º

### Classiche monumento
- Milano-Sanremo

1920: 6º
- Parigi-Roubaix

1912: 28º
1914: 2º
- Giro di Lombardia

1920: 5º